# Канал Елба-Либек
Канал Елба-Либек (такође познат као канал Елба-Траве) је вјештачки водени пут у источном Шлезвиг-Холштајну, Њемачка. Она повезује ријеке Елбу и Траве, стварајући унутрашњи водни пут преко одвода од Сјеверног мора до Балтичког мора. Канал обухвата седам брана и дуг је око 64 km између градова Либек на сјеверу и Лауенбург на југу преко Мелн језера. Модерни канал изграђен је 1890-их година како би замијенио канал Штекниц, средњовјековни водоток који повезује исте двије ријеке.

## Прије канала
Старији канал Штекниц је прво повезао Лауенбург и Либек на Старом путу соли повезујући мале ријеке Штекниц (притока Траве) и Делвенау (притоку Елбе). Изграђен између 1391. и 1398. године, канал Штекниц био је први европски канал и један од најранијих вјештачких водених путева у Европи.

## Историја
Након уједињења Њемачке у касном деветнаестом веку, дошло је до пуцања канала у оквиру новог Њемачко царство. Канал Штекниц је био у употреби стољећима, али нови бродови захтијевали су дубље и шире канале, а модерни инжењеринг је понудио могућност обнове и проширења пловног пута. Године 1893. њемачка влада је затворила канал Штекниц за промет, а 1895. почела је изградња на проширеном и исправљеном пловном путу који укључује дио водотока старог канала. Нови канал Елба-Либек отворио је њемачки цар Вилхелм II и отворио бродски промет 1900. Данас канал наставља да носи значајан теретни саобраћај, као и да нуди прелијепи пејзаж за пловила за разоноду.

## Технологија
Канал пролази кроз двије бране које се уздижу од Елбе до највише тачке канала и пет брана које се спуштају од високе тачке до Траве. Свака брана је изграђена са унутрашњом дужином од 80 m и унутрашњом ширином од 12 m.